# ویلیام آیتن
ویلیام آیتن (به انگلیسی: William Aiton)،(زاده۱۷۳۱ – درگذشته ۲ فوریه ۱۷۹۳) گیاه‌شناس اسکاتلندی بود. آیتن نزدیک هامیلتون به دنیا آمد. او که به‌طور عادی برای باغبانی تربیت شده بود، در سال ۱۷۵۴ به لندن مسافرت کرد و دستیار فیلیپ میلر و سپس سرپرست باغ پزشکی چلسی شد. در سال۱۷۵۹ مدیریت باغ تازه تأسیس گیاه‌شناسی، کیو منصوب شد و تا آخر عمرش در آنجا باقی ماند. او در پیشرفت‌های باغها تأثیر زیادی گذاشت، در سال ۱۷۸۹ کتاب گیاهان باغ کیو را منتشر کرد که کاتالوگ گیاهانی بود که در آنجا کاشته می‌شدند. او در کلیسای آن مقدس در کیو دفن شد.
در بین سال‌های ۱۸۱۰ تا ۱۸۱۳ جلد دوم و بزرگتر کتاب گیاهان کیو توسط پسر بزرگ او ویلیام تانسند آیتن منتشر شد.

## آثار منتخب
- آیتن, ویلیام (1789). گیاهان باغ کیو. لندن: جرج نیکول.